# Akte X – Die unheimlichen Fälle des FBI/Staffel 10
Die zehnte Staffel der US-Mysteryserie Akte X – Die unheimlichen Fälle des FBI (englisch The X-Files ‚Die X-Akten‘) besteht aus sechs Episoden und wurde 2016 erstausgestrahlt. Wie bereits im Großteil der vorherigen Staffeln stehen die beiden Ermittler Mulder und Scully im Mittelpunkt, die mysteriöse Fälle aufklären. Während die vorangegangenen Staffeln von 1993 bis 2002 in etwa jährlich erschienen, erfolgte die Veröffentlichung der zehnten Staffel mit dreizehnjähriger Pause als Miniserie (englisch event series oder mini-series). Im April 2017 wurde die Produktion der elften Staffel angekündigt.

## Entstehung
| Figur                                        | Darsteller          | Deutscher Sprecher   |
| -------------------------------------------- | ------------------- | -------------------- |
| Fox Mulder                                   | David Duchovny      | Sven Gerhardt        |
| Dana Scully                                  | Gillian Anderson    | Franziska Pigulla    |
| Walter Skinner                               | Mitch Pileggi       | Dieter Memel         |
| Nebendarsteller                              |                     |                      |
| Tad O’Malley                                 | Joel McHale         | Norman Matt          |
| C.G.B. „Krebskandidat“ Spender (Der Raucher) | William B. Davis    | Thomas Kästner       |
| Monica Reyes                                 | Annabeth Gish       | Bettina Weiß         |
| John Fitzgerald Byers                        | Bruce Harwood       | —                    |
| Melvin Frohike                               | Tom Braidwood       | —                    |
| Richard Langly                               | Dean Haglund        | —                    |
| Agent Einstein                               | Lauren Ambrose      | Katharina von Keller |
| Agent Miller                                 | Robbie Amell        | Ricardo Richter      |
| Margaret Scully                              | Sheila Larken       |                      |
| Chick                                        | Nicole Parker-Smith |                      |
| Stoner                                       | Tyler Labine        |                      |
| William Scully (6 J.)                        | Hannah Longworth    |                      |
| William Scully (10–13 J.)                    | Aiden Longworth     |                      |
| William Scully (15 J.)                       | Rowan Longworth     |                      |
| Guy Mann                                     | Rhys Darby          |                      |
| Trashman                                     | Tim Armstrong       |                      |

Nachdem immer wieder über einen dritten Film zur Serie spekuliert und diskutiert wurde, bekundeten Chris Carter, David Duchovny und Gillian Anderson im Januar 2015 ihr Interesse an einer Fortsetzung der Serie. Ende März 2015 bestellte Fox eine sechsteilige Miniserie, wie es zuvor schon bei 24 der Fall gewesen war. Für diese konnte der Sender die beiden Hauptdarsteller David Duchovny und Gillian Anderson sowie den Serienerfinder Chris Carter verpflichten. Ebenso sagten die Darsteller von Direktor Skinner (Mitch Pileggi), des „Rauchers“ (William B. Davis) sowie der Agentin Monica Reyes (Annabeth Gish) ihre Teilnahme zu. Die Dreharbeiten begannen schließlich am 8. Juni 2015 in Vancouver.

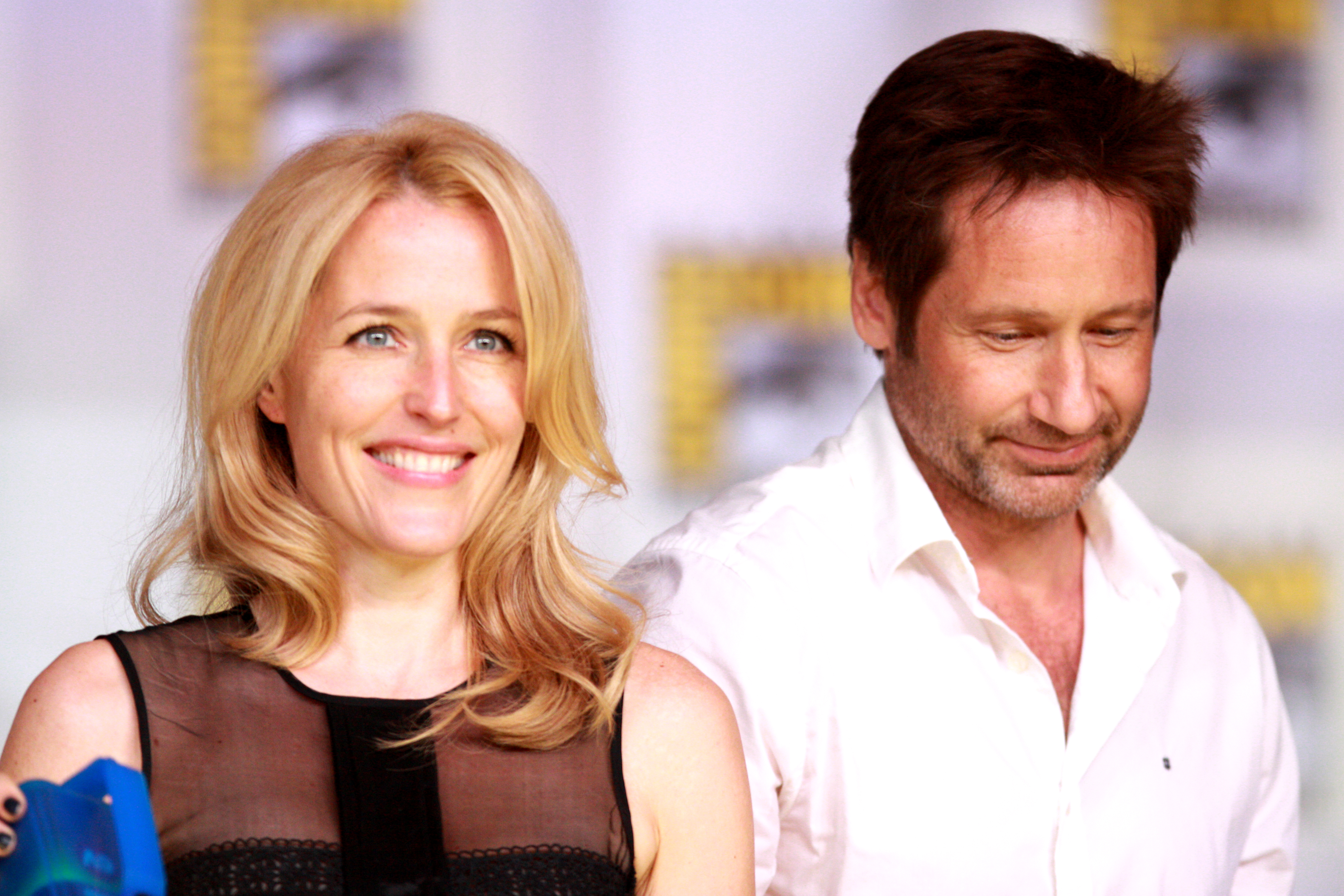
Gillian Anderson und David Duchovny spielen die Hauptfiguren Scully & Mulder

In der deutschen Fassung erhielt Scully wieder ihre aus den ersten neun Staffeln vertraute Stimme Franziska Pigulla. Mulder erhielt dagegen mit Sven Gerhardt einen neuen Sprecher. Gerhardt ist bereits der dritte Sprecher von Fox Mulder: In den ersten neun Staffeln und im ersten Film lieh ihm Benjamin Völz seine Stimme; im zweiten Film war es Johannes Berenz.

## Veröffentlichung
| # | ORF eins      | ORF eins   | ProSieben     | ProSieben |
| # | Premiere      | Zuschauer  | Premiere      | Zuschauer |
| - | ------------- | ---------- | ------------- | --------- |
| 1 | 4. Feb. 2016  |            | 8. Feb. 2016  | 3,13 Mio. |
| 2 | 11. Feb. 2016 |            | 15. Feb. 2016 | 2,35 Mio. |
| 3 | 18. Feb. 2016 | 0,354 Mio. | 22. Feb. 2016 | 2,02 Mio. |
| 4 | 25. Feb. 2016 |            | 29. Feb. 2016 | 1,68 Mio. |
| 5 | 3. März 2016  |            | 7. März 2016  | 1,73 Mio. |
| 6 | 10. März 2016 |            | 14. März 2016 | 1,75 Mio. |

Die Erstausstrahlung der ersten Folge fand am 24. Januar 2016 auf Fox im Anschluss an die Übertragung des NFC Championship Games der NFL-Saison 2015 statt. Sie erreichte dabei eine Zuschauerzahl von über 16 Millionen und ein Zielgruppen-Rating von 6,1 Prozent. Die reguläre Ausstrahlung begann einen Tag später und endete am 22. Februar.
Die deutsche Fassung war erstmals ab dem 3. Februar 2016 auf dem Schweizer Free-TV-Sender 3+ zu sehen. Ab der 4. Folge wechselte die Ausstrahlung zum Sender 4+ und endete dort am 8. März. Am 4. Februar 2016 begann der österreichische Sender ORF eins mit der Ausstrahlung. Die letzte Staffelfolge wurde am 10. März gesendet. In Deutschland wurde die Serie zwischen dem 8. Februar und dem 14. März 2016 auf ProSieben gesendet. Die erste Folge wurde von 3,13 Millionen Zuschauern gesehen, bei den 14- bis 49-Jährigen waren es 2,44 Millionen und damit ein Marktanteil von 19 Prozent.
International hatte die Serie am 25. Januar 2016 in über 60 Ländern Premiere. Im Juni 2016 wurde die Staffel in den USA und Deutschland auf DVD sowie Blu-ray veröffentlicht und ist seit 2021 Teil einer neuaufgelegten Gesamtbox sowie im Bereich Star von Disney+ verfügbar.

## Episodenliste
| Nr. (ges.) | Nr. (St.) | Deutscher Titel                         | Originaltitel                           | Erstausstrahlung USA | Deutschsprachige Erstausstrahlung (3+) | Regie        | Drehbuch                   | Zuschauer (USA) |
| --- | --------- | --------------------------------------- | --------------------------------------- | -------------------- | -------------------------------------- | ------------ | -------------------------- | --------------- |
| 203 | 1         | Der Kampf                               | My Struggle                             | 24. Jan. 2016        | 3. Feb. 2016                           | Chris Carter | Chris Carter               | 16,19 Mio.      |
| In einem Monolog zu Beginn der Episode erzählt Mulder von seiner Vergangenheit und seiner Arbeit mit Dana Scully bei den X-Akten. Rückblende: 1947 wird ein Arzt von einem Mann in Schwarz zu einer UFO-Absturzstelle in der Wüste New Mexicos gebracht. Er findet dort einen verletzten Außerirdischen, der jedoch vom Militär erschossen wird. Zurück in der Gegenwart: 14 Jahre nach Schließung der X-Akten wird Mulder von Scully im Auftrag des stellvertretenden Direktors des FBI Walter Skinner kontaktiert. Skinner möchte, dass Mulder sich mit dem rechten Webcaster Tad O’Malley trifft. Scully und Mulder treffen sich in Washington, D.C. und fahren von dort mit O’Malley zu einem abgelegenen Farmhaus in Low Moor (Virginia). Sie treffen dort die junge Frau Sveta, die glaubt, von Außerirdischen entführt worden zu sein und Alien-DNS in sich zu tragen. O’Malley und Mulder fahren zu einem geheimen Ort, an dem ein aus Alien-Technologie gebautes Aurora-Flugzeug lagert. Scully entnimmt Sveta eine Blutprobe, um deren DNS zu untersuchen. Mulder kommen nach den Erzählungen von O’Malley Zweifel, ob die Arbeit an den X-Akten nicht jahrelang in die falsche Richtung getrieben wurde. Mulder trifft sich mit dem nun alten Arzt aus New Mexico und erzählt ihm, dass er glaubt, dass außerirdische Technologie seit langem von menschlichen Gruppen verwendet wurde. Er glaubt an eine globale Verschwörung, die sich irgendwann gegen Amerika oder die Welt richten könnte. Der alte Arzt bestätigt Mulder, dass er kurz vor der Wahrheit stehe und der Roswell-Zwischenfall nur ein Ablenkungsmanöver gewesen sei. So kommt Mulder zu dem Schluss, dass es nicht Aliens sind, die als treibende Kraft hinter der globalen Verschwörung gegen die Menschheit stehen, sondern eine Gruppe von „Ultra-Faschisten“, die über die Alien-Technologie verfügen und die Welt beherrschen wollen. O’Malleys Website wird vom Netz genommen, bevor er die Wahrheit verkünden kann. Das Flugzeug aus Alien-Technologie wird von Männern in Militäruniform zerstört und dessen Erbauer werden dabei getötet. Ein UFO zerstört Svetas Auto, sie kommt dabei ums Leben. Scully berichtet Mulder, dass Sveta tatsächlich Alien-DNS hatte. Auch Scully, die sich zwischenzeitlich selbst testete, verfügt über diese DNS. Für Mulder ist Sveta der Schlüssel zur Aufdeckung der Verschwörung. Beide Agenten werden zu Skinner gerufen. Am Ende der Episode wird enthüllt, dass der Krebskandidat noch immer am Leben ist und über das Telefon erfährt, dass die X-Akten wieder geöffnet wurden. |           |                                         |                                         |                      |                                        |              |                            |                 |
| 204 | 2         | Gründer-Mutation                        | Founder’s Mutation                      | 25. Jan. 2016        | 10. Feb. 2016                          | James Wong   | Chris Carter, James Wong   | 9,67 Mio.       |
| Der Wissenschaftler Dr. Sanjay hört an seiner Arbeitsstelle bei Nugenics Technology einen mysteriösen schrillen Ton in seinem Kopf. Bei einem Meeting wird der Ton so stark, dass er aus dem Zimmer stürmt, sich im Serverraum einschließt und beginnt Daten zu vernichten. Er schreibt etwas in seine Handfläche und rammt dann einen Brieföffner durch sein Ohr in seinen Kopf. Die X-Akten sind wieder geöffnet und Mulder und Scully ermitteln. Die Firma ist nicht kooperativ und Mulder nimmt Sanjays Handy an sich um zu untersuchen, wen er angerufen hat. In einer Bar trifft Mulder einen jungen Mann namens Gupta, der Sanjays Geliebter war. Bei der Obduktion entdeckt Scully, dass Sanjay „Gründermutation“ auf seine Handfläche geschrieben hat. Der Geschäftsführer von Nugenics, Dr. Augustus Goldman, wird „Der Gründer“ genannt. Bei der Durchsuchung von Sanjays Wohnung finden die Agenten Fotos von entstellten Kindern. Plötzlich hört auch Mulder den schrillen Ton, zudem meint er die Nachricht „Finde sie“ zu hören. Skinner teilt den Agenten mit, dass der Fall geschlossen wird, weil man das Verteidigungsministerium beschwichtigen will, das Kontakte zu Goldman und Nugenics hat. Inoffiziell werden die Ermittlungen fortgesetzt. Auf den Überwachungsvideos ist zu sehen, dass sich ein Schwarm Vögel während Sanjays Tod bei Nugenics versammelt hat und Mulder schließt daraus, dass es sich um Infraschall handelt, den Menschen eigentlich nicht hören können. Auch Scullys Krankenhaus hat Verbindungen zu Goldman und die Agenten vermuten, dass Nugenics Tests mit schwangeren Frauen durchführt. Scully hat wenig später Visionen von ihrem Sohn William. Die Agenten treffen Goldman, der ihnen erklärt, dass er an Kindern forscht, die genetisch bedingte Missbildungen haben. Eine der Patientinnen, Molly, kann Objekte mittels Telekinese bewegen. Dann sprechen die Agenten mit Jackie, Goldmans Frau, die behauptet sie werde gegen ihren Willen in einer psychiatrischen Einrichtung festgehalten. Auch an Jackie wurden Experimente vorgenommen während sie schwanger war. Bei weiterer Sichtung der Überwachungsvideos entdecken Mulder und Scully, dass sich ein Gebäudereiniger seltsam verhielt, als Sanjay sich im Stockwerk direkt unter ihm das Leben nahm. Sie fahren zu dessen Haus und treffen dort auf seine Mutter. Mulder hört wieder den schrillen Ton, Scully sieht die versammelten Vögel, findet so Kyle und zwingt ihn mit der Aussendung der Frequenzen aufzuhören. Kyle sagt aus, dass er Sanjay nicht töten wollte, aber seine Schwester treffen möchte, die zu Goldmans Testpersonen gehört. Goldman stellt Kyle ein Mädchen vor von dem er behauptet, dass es seine Schwester sei, aber Kyle bemerkt die Täuschung und findet seine echte Schwester, Molly. Die Geschwister sprechen telepathisch miteinander und nutzen ihre besonderen Fähigkeiten um Goldman zu töten, die Agenten außer Gefecht zu setzen und zu fliehen. |           |                                         |                                         |                      |                                        |              |                            |                 |
| 205 | 3         | Mulder und Scully gegen das Wer-Monster | Mulder and Scully Meet the Were-Monster | 1. Feb. 2016         | 17. Feb. 2016                          | Darin Morgan | Chris Carter, Darin Morgan | 8,37 Mio.       |
| In den Wäldern von Oregon wird eine Leiche mit aufgerissener Kehle gefunden und am nächsten Morgen nicht weit entfernt noch drei weitere Leichen. Augenzeugen wollen eine seltsame Kreatur gesehen haben. Während Mulder und Scully zusammen mit dem Tierfänger Pasha einen Rastplatz untersuchen, treffen sie scheinbar auf diese Kreatur. Die Beweise beginnen sich zu verdichten, und Mulder verdächtigt einen Mann mit dem Namen Guy Mann. Er glaubt, dass Guy ein Wer-Monster ist und sich – vergleichbar mit einem Werwolf – in eine echsenartige Gestalt verwandeln kann. Als Mulder ihn auf einem Friedhof stellen kann zeigt sich, dass seine Theorie nicht ganz korrekt ist: Guy ist im Wahrheit eine echsenartige Kreatur, die sich zeitweise in einen Menschen verwandelt. Guy wurde zu einem Formwandler, nachdem er von einem Menschen gebissen wurde. Er hadert mit seinem Leben als Mensch in der Konsumgesellschaft. Am Ende kommt heraus, dass Pasha der wahre Serienmörder ist und Guy einfach zur falschen Zeit am falschen Ort war. Mulder informiert Guy über dieses Ergebnis der Untersuchung. Der teilt ihm im Gegenzug mit, nun in einen 10.000 Jahre dauernden Winterschlaf gehen zu wollen. Er sei aber froh, Mulder getroffen zu haben. Vor Mulders Augen verwandelt sich Guy in seine wahre Gestalt und rennt in den Wald davon. Mulder ist fasziniert von dieser paranormalen Begegnung. |           |                                         |                                         |                      |                                        |              |                            |                 |
| 206 | 4         | Heimat                                  | Home Again                              | 8. Feb. 2016         | 23. Feb. 2016 (4+)                     | Glen Morgan  | Chris Carter, Glen Morgan  | 8,31 Mio.       |
| Scully und Mulder ermitteln in einem Tötungsdelikt, das an einem Vertreter der Stadt Philadelphia begangen wurde, der Obdachlose umsiedeln wollte. Alles deutet darauf hin, dass der Mörder kein Mensch gewesen sein kann. Scully muss zudem damit fertig werden, dass ihre Mutter im Sterben liegt. Infolgedessen wird sie immer wieder mit Gedanken an William, ihren Sohn, den sie zu seinem Schutz zur Adoption freigab, konfrontiert. Als ihre Mutter stirbt, stürzt sie sich in die Arbeit. Es gelingt ihr und Mulder, den Schöpfer der mordenden Kreatur ausfindig zu machen: Ein Straßenkünstler namens Trashman hat sie als Beschützer der Obdachlosen unabsichtlich als Tulpa erschaffen. |           |                                         |                                         |                      |                                        |              |                            |                 |
| 207 | 5         | Babylon                                 | Babylon                                 | 15. Feb. 2016        | 1. Mar. 2016 (4+)                      | Chris Carter | Chris Carter               | 7,07 Mio.       |
| In einer Stadt in Texas sprengen sich zwei islamistische Terroristen in die Luft. Einer der beiden Attentäter überlebt zunächst, ist allerdings bewusstlos. Mulder, Scully und zwei jüngere Agenten des FBI (Miller und Einstein) versuchen, eine Verbindung mit dem Mann herzustellen, um Informationen zu möglichen weiteren geplanten Anschlägen zu erhalten. Scully versucht es in Zusammenarbeit mit Miller via EEG. Mulder arbeitet mit Einstein zusammen, die ihm Magic Mushrooms verabreicht. Mulder ist der Ansicht, dass er dadurch in der Lage sei, im Unterbewusstsein eine Kommunikationsebene mit dem nicht mehr ansprechbaren Attentäter zu finden. Nach der Einnahme hat er eine Art Traum, in dem er vom Attentäter einen Hinweis auf ein Hotel mit dem Namen „Babylon“ erhält. Einstein sagt später, dass sie Mulder keine Magic Mushrooms, sondern nur Placebos verabreicht hätte. Am Ende der Episode können weitere potenzielle Attentäter tatsächlich in dem von Mulder genannten Hotel gefangen genommen werden. |           |                                         |                                         |                      |                                        |              |                            |                 |
| 208 | 6         | Der Kampf II                            | My Struggle II                          | 22. Feb. 2016        | 8. Mar. 2016 (4+)                      | Chris Carter | Chris Carter               | 7,60 Mio.       |
| Mulder ist verschwunden. Auf seinem Laptop im Büro läuft der Webcast von Tad O’Malley (siehe Folge 203). Tad O’Malley kontaktiert Scully. Sie treffen sich in Mulders Wohnung, die verwüstet ist. Tad O’Malley behauptet, er hätte Beweise für einen biologischen Angriff auf die USA, basierend auf Alien-DNS und seit den 50ern vorbereitet. In einem Krankenhaus treffen Scully und Einstein zufällig auf einen verwirrten Patienten mit einer merkwürdigen Wunde am Oberarm. Scully diagnostiziert sofort Anthrax und erklärt Einstein, dass das der Beginn einer Seuche ist, weil die DNS aller Menschen mittels Schutzimpfungen mit Alien-DNS verändert wurde und jetzt das Immunsystem ausgeschaltet wird. Scully bekommt einen Anruf von ihrer Ex-Kollegin Monica Reyes. Beide treffen sich und Reyes berichtet, dass sie vor über 10 Jahren vom „Raucher“ gezwungen wurde, für ihn zu arbeiten. Alien-DNS ist nicht die Ursache für das kollabierende Immunsystem, sondern der Schutz für einige Auserwählte vor dem Spartan-Virus, der die Seuche auslöst. Der Raucher hatte jemanden zu Mulder geschickt, um ihm einen Handel anzubieten. Es kam jedoch zum Kampf, den Mulder, sichtlich angeschlagen, für sich entscheiden konnte. Inzwischen ist Mulder beim Raucher angekommen, lehnt aber dessen Hilfsangebot, ihn vor der Seuche zu retten, ab. Der Raucher rechtfertigt sich gegenüber Mulder, dass der Planet sowieso am Ende sei. Mit der Klimaerwärmung und dem Artensterben habe er nichts zu tun. Er ändere nur den Zeitplan. Der Planet würde sich weiter drehen, nur diesmal nicht nach Gottes, sondern nach seinen Regeln. Agent Miller hat auf Mulders Laptop eine Phonefinder App gefunden, die auf Mulders Mobiltelefon eingestellt war und holt Mulder beim Raucher ab. Mulder ist inzwischen erkrankt und sehr schwach. Die Seuche breitet sich aus und hat globale Ausmaße angenommen. Im inzwischen überfüllten Krankenhaus entwickeln Scully und Einstein mit Hilfe von Scullys Alien-Anomalie-DNS ein Gegenmittel gegen den Spartan-Virus. Miller ruft an und sagt, dass es Mulder sehr schlecht ginge. Scully fährt ihnen mit dem Gegenmittel entgegen. Auf einer Brücke bleibt sie im Stau stecken und muss aussteigen. Sie findet Miller und Mulder, aber Scully kann allein mit dem Gegenmittel nicht genug tun. Sie bräuchten Stammzellen ihres gemeinsamen Sohnes, von dem sie aber nicht wisse, wo er ist. Ein UFO taucht über der Brücke auf und leuchtet Scully mit einem Lichtstrahl an. |           |                                         |                                         |                      |                                        |              |                            |                 |

## Kritiken
Während das Publikum in den Vereinigten Staaten die neuen Folgen der Serie eher positiv aufnahm und die Folgen hohe Einschaltquoten erzielten, bewertete die US-Presse den Start der zehnten Staffel eher negativ. Die Kritiken reichten von „langatmig“ (IGN) über „eine verpasste Chance“ (Variety) bis zu „ermüdend“, wie The Hollywood Reporter in Bezug auf die erste Folge der neuen Staffel urteilte: „Akte X im Jahr 2016 überzeugt zumindest beim Auftakt nicht“, Fans sollten sich das Anschauen „genau überlegen“. Die späteren Folgen erhielten dann jedoch bessere Kritiken.
In Deutschland sorgte der Austausch des Synchronsprechers von David Duchovny schon vor Ausstrahlung der Serie für Kritik. Anhänger der Serie starteten diesbezüglich eine Onlinepetition, die seitens des Senders allerdings unberücksichtigt blieb.
Spiegel Online bewertete den Auftakt der zehnten Staffel gemischt: Optisch sei „das Revival gelungen“, jedoch bleibe die erste Folge „in zu viel Exposition stecken“. Chris Carter spiele mit dem „Internet und seinen Auswüchsen“ und der Grausamkeit der Realität, inszeniere „Mulder als König der Internet-Trolle – frustriert und isoliert“. Duchovny und Anderson seien „in ihren Rollen ebenso wenig auf Betriebstemperatur wie Mulder und Scully“.
Auch TV Spielfilm bemängelte die erste Folge der neuen Staffel und urteilte „die erste Folge ist eine herbe Enttäuschung“. Chris Carter stelle die Geduld der Zuschauer „regelrecht auf die Probe“. Jedoch sei „nicht alles verloren“, es gebe „hinter der Kamera […] Grund zur Hoffnung“, da an Stelle von Carter die Autoren Darin Morgan, James Wong und Glen Morgan für die nächsten vier Folgen  verantwortlich zeichnen und die von Carter verfassten Episoden „nicht immer die stärksten“ gewesen seien.